# Erik Hayser
Erik Hayser (ur. 13 grudnia 1980 w Querétaro) – meksykański aktor telewizyjny i teatralny, scenarzysta i producent filmowy, impresario, któremu popularność przyniosła rola Daniela Ponce w telenoweli Los Miserables (2014–2015).

## Kariera
Studiował aktorstwo w Centro de Formación de Actoral (CEFAC). Rozpoczął karierę aktorską w telenowelach TV Azteca. Występował w teatrze w sztukach: Departamento de solteros (2002), Encuentros (2007–2008) i El hombre perfecto (2007–2009). 
Pracował również jako rzecznik wizerunku różnych kampanii społecznych i reklamowych takich marek jak Ermenegildo Zegna, Hugo Boss, ODM (zegarki) i Calvin Klein (zegarki/biżuteria) oraz Paruno. Otworzył także restaurację "Logan's Beer House". 

## Filmografia

### Filmy fabularne
- 2001: Deadly Swarm jako Żołnierz 1
- 2009: Sin retorno jako Chespi (także producent i scenarzysta)

### Seriale TV
- 2002: La duda jako Miguel
- 2003: Enamórate jako Canavatti
- 2003: Dos chicos de cuidado en la ciudad jako Jordi
- 2004: Soñarás jako Eric
- 2006: Ángel, las alas del amor jako Iván
- 2007: Mientras haya vida jako Daniel
- 2008: Proste życie (Cambio de Vida) jako René
- 2008: Alma legal jako Flavio
- 2010: Las Aparicio jako Alejandro López Cano
- 2010: Kapadocja (Capadocia) jako Andrés Soto
- 2011: El octavo mandamiento jako Diego San Millán
- 2012–2013: Dulce amargo jako Nicolás Fernández Leal
- 2014: Camelia La Texana jako Emilio Varela / Aarón Varela
- 2014–2015: Los Miserables jako Daniel Ponce
- 2015: Caminos de Guanajuato jako Giberlto Coronel
- 2016: El Señor de los Cielos jako Salvador Gonzaga